# Mosty historyczne Wyspy Młyńskiej w Bydgoszczy
Mosty historyczne na Wyspie Młyńskiej – nieistniejące mosty na Wyspie Młyńskiej w Bydgoszczy.
Pierwsze mosty na Wyspie Młyńskiej w Bydgoszczy powstały w XV wieku, co było związane z wykorzystywaniem wyspy dla celów gospodarczych.

## Most Farny
Jeden z najstarszych mostów w Bydgoszczy, łączący od XVI wieku Wyspę Menniczą (wschodnią część Wyspy Młyńskiej) z miastem; z czasem został przekształcony w kładkę i rozebrany.

## Most Pilarski
Most na kanale Międzywodzie, łączący Wyspę Menniczą z Wyspą zachodnią, dzisiaj w obrębie Wyspy Młyńskiej. Nazwa pochodzi od tartaku (tzw. piły) napędzanego siłą wodną, który istniał w sąsiedztwie przeprawy w XV-XVII w. Most znajdował się w sąsiedztwie Czerwonego Spichrza, w miejscu, gdzie rozpoczyna się kanał Międzywodzie.

## Most na Wolnym Przekopie
Most w pobliżu młynów Rothera i przystani wodnej na nieistniejącym kanale dzielącym Wyspę Młyńską.

## Most Magazynowy
Most powstały w 1789 roku łączący Wyspę Wschodnią z północnym nabrzeżem Brdy w okolicy dzisiejszej Opery Nova. Niegdyś łączył wyspę ze spichrzami królewskimi. Następcą tej przeprawy jest kładka przez Brdę, wybudowana w 2006 roku naprzeciw Opery Nova.

## Most na Międzywodziu
Most dla pieszych istniejący w XIX wieku na środkowym odcinku Międzywodzia przy Wyspie Menniczej.